# Phénoxazine
La phénoxazine est un composé hétérocyclique tricyclique, constitué d'un noyau d'oxazine, entouré par deux noyaux de benzène. On retrouve des dérivés de ce composé dans le papier de tournesol ou dans l'orcéine, dérivés de lichens appelés orseilles.

## Utilisation
Les dérivés de la phénoxazine (comme l'oxonine et le bleu de Capri) ont un temps été utilisés pour teindre la soie, mais ont été vite abandonnés du fait de leur résistance très faible à la lumière. On les utilise à nouveau, sur les tissus en acrylique, où leur résistance à la lumière est plus grande.